# Комсомольський проспект (Донецьк)
Комсомольський проспект — одна з вулиць міста Донецька. Розташований між вулицею Рози Люксембург та вулицею 50-річчя СРСР. 

## Історія
Вулиця названа на честь комсомольців.

## Опис
Комсомольський проспект знаходиться у Ворошиловському районі. Починається від вулиці Рози Люксембург і завершується вулицею Набережною. Простягнувся від заходу на схід. Довжина вулиці становить близько півтора кілометра.